# 宋元英
宋 元英（ソン・ウォニョン、朝鮮語: 송원영、1928年 - 1995年7月23日）は、大韓民国の政治家、ジャーナリスト。第7・8・9・10・12代韓国国会議員。本貫は恩津宋氏。

## 経歴
日本統治時代の平安南道龍岡郡出身。京城の養正中学校在学中に光復を迎えたが、朝鮮半島の南北分断によりソウルに残った。その後に信託統治反対運動及び反共学生運動に参加した。
1954年に高麗大学校文科大学哲学科を卒業後、京郷新聞に記者として入社し、1960年より政治部の部長を務めた。四月革命後は当時の国務総理であった張勉の公報秘書官を務めたが、5・16軍事クーデターにより政治活動が禁止された。1963年に政界復帰後、民主党、国民の党のスポークスパーソンなどを務め、1967年6月8日に実施された第7代総選挙に新民党の公認で立候補して当選し、国会議員となった。その後も3期連続当選したほか、新民党のスポークスマン・ソウル市支部委員長・院内総務などを務めた。第10代国会議員在任中の1980年に、5・17非常戒厳令拡大措置により国会が解散、政治家の政治活動が禁止されるのにつれて政治活動を中断した。1985年の政治活動解禁後に第12代総選挙で新韓民主党の公認で再び当選し、のち統一民主党に参加した。金泳三と金大中の両金分裂の際にも金泳三系として統一民主党に残留し、1988年に政界を引退した。
1995年7月23日、持病により67歳で死去した。

## 親族
申翼熙の外孫で元歌手・作詞家のキム・ユセン（金渝生、芸名チ・ウン）は娘婿。